# Néos Kósmos (journal)
Pour les articles homonymes, voir Néos Kósmos.
Néos Kósmos est un journal bi-hebdomadaire  en langue grecque publié à Melbourne en Australie. Fondé en 1957, il est publié par Ethnic Publications Pty. Ltd. Le journal est publié chaque lundi et jeudi et comprend une version anglaise du nom Néos Kosmos '(édition anglaise). 
L'édition du lundi, comprend également un supplément au format tabloïd en langue anglaise. Il constitue un lien fort entre la diaspora des immigrés grecs et la Grèce. Pendant les sept années  de la dictature des colonels, Néos Kósmos a été un défenseur de la lutte anti-dictatoriale dans la communauté australienne. Le journal soutient activement les festivals, activités culturelles et collectes de fonds philanthropiques au profit de la communauté grecque en Australie.